# Antonio de Cabezón

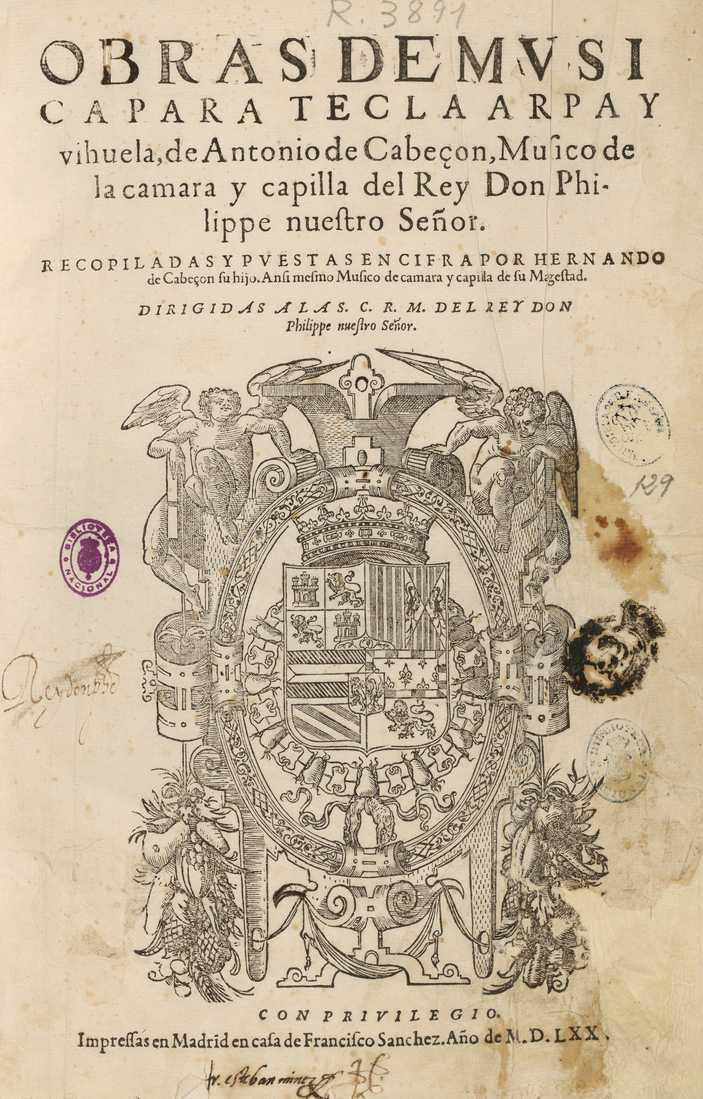
Titelblad van Obras de música para tecla, arpa y vihuela, een verzameling composities van Antonio de Cabezón, postuum uitgegeven door zijn zoon Hernando.

Antonio de Cabezón (Castrillo Mota de Judíos, c. 1510 – Madrid, 26 maart 1566) was een Spaanse klavierspeler en componist. Hij werd al vroeg als kind blind, maar ontwikkelde zich tot een van de belangrijkste Spaanse musici. Isabella, die gehuwd was met keizer Karel V, nam hem in 1526 in haar dienst als organist. Hij zou de rest van zijn leven in dienst van de Spaanse koninklijke familie blijven.
In 1538 benoemde Karel V hem tot zijn músico de la cámara. Na de dood van Isabella in 1539 werd Antonio belast met de muzikale opleiding van haar kinderen, de prins Felipe (later Filips II van Spanje) en de prinsessen Johanna en Maria. Toen Filips in 1543 Spaans regent werd, benoemde hij Antonio tot zijn hoforganist. Antonio vergezelde de prins op zijn buitenlandse reizen en zijn muziek bereikte zo Italië, de Nederlanden, Duitsland en Engeland.
Over zijn persoonlijk leven is weinig bekend. Hij huwde in 1538 en het echtpaar kreeg vijf kinderen, die later een hoge positie aan het Spaanse hof kregen. Een daarvan, Hernando, zelf ook componist/organist, publiceerde postuum een bundel met de meeste composities van Antonio onder de titel Obras de música para tecla, arpa y vihuela.
Antonio de Cabezón schreef vooral werken voor orgel en andere klavierinstrumenten, maar hij componeerde ook voor snaarinstrumenten zoals de vihuela. Hij schreef naast liturgische orgelmuziek een aantal diferencias of variaties op populaire Spaanse liederen en een heleboel tientos, instrumentale stukken vergelijkbaar met ricercari.
- Biblioteca Nacional de España: XX1085822
- Bibliothèque nationale de France: cb138920489 (data)
- Catàleg d'autoritats de noms i títols de Catalunya: 981058527872606706
- CiNii: DA07778074
- Gemeinsame Normdatei: 118518224
- International Standard Name Identifier: 0000 0001 0875 4032
- Library of Congress Control Number: n85000681
- Nationale Bibliotheek van Letland: 000098789
- MusicBrainz: d49caaa2-79bd-4591-97f3-4946694f9f45
- Bibliotheek van het Japanse parlement: 01052991
- Nationale Bibliotheek van Tsjechië: js20030929008
- Nationale Bibliotheek van Israël: 987007280042805171
- Nationale Bibliotheek van Polen: a0000001090297
- Nederlandse Thesaurus van Auteursnamen: 074936069
- Istituto Centrale per il Catalogo Unico: LO1V151160
- SNAC: w69p4rr0
- Système universitaire de documentation: 08627483X
- Trove: 996108
- Virtual International Authority File: 17406964
- WorldCat: E39PBJkD97K8FRBj7Kx4hG8DMP